# Émile Clapeyron
Benoît Paul Émile Clapeyron [bə.nwa pɔl e.mil klapɛʁɔ̃]IPA (26. února 1799 Paříž – 28. ledna 1864 Paříž) byl francouzský fyzik a inženýr.

## Život
Émile Clapeyron se narodil v Paříži, studoval na École Polytechnique a na École des Mines de Paris. Ve 40 letech zahájil inženýrskou praxi. Roku 1820 odjel spolu s Gabrielem Lamé do Petrohradu, kde byl pověřen vedením důležitých staveb (mj. oprava chrámu sv. Izáka) a stal se profesorem matematiky a mechaniky na škole pro veřejné práce. Po desetiletém pobytu v Rusku se v roce 1830 vrátil do Francie, kde doznívala červencová revoluce, a začal stavět železnice, nejprve dohlížel na stavbu první železnice z Paříže do Saint-Germain, poté dohlížel na stavbu severní dráhy. Tuto stavbu vedl až do své smrti.
Oženil se s Mélanie Bazaine, dcerou matematika a mostního inženýra Pierre-Dominique Bazaine. V roce 1858 se stal členem Académie des sciences.

## Dílo
Émile Clapeyron byl výborný teoretik i konstruktér. V mechanice vytvořil teorii spojitého trámu, teorii kleneb, novou mechanickou teorii tepla a teorii pružných per. První tři teoretické práce zásadně ovlivnily stavbu mostů, teorie pružných per konstrukci lokomotiv a železničních vagonů.
Ottův slovník naučný ho hodnotil takto: „Vynikal nejen jako praktický inženýr, ale též jako učenec, položiv základy k mnohým theoriím v mechanice a v naukách inženýrských. Při všem, čeho se chopil, svou samostatností a původností dodělával se skvělých výsledků. Stavěl železnice, navrhoval veliké železné mosty, a když Robert Stephenson zpěčoval se dodati lokomotivu na větší stoupání než 1:200, sestrojil ji sám.“
Přispěl i k rozvoji matematiky, ceněna byla zejména jeho práce z roku 1834 o Carnotově větě z Carnotova spisu Mémoire sur la puissance motrice de la chaleur (Pojednání o hybných silách tepla), kde v grafu zobrazil cyklus popsaný Carnotem. Jeho dílem je vyjádření stavové rovnice ideálního plynu v dnešní podobě, která nese jeho jméno Clapeyronova rovnice.
Clapeyron podstatně přispěl ke Clausiovu dílu, vyjádření křivky syté páry - závislosti tlaku nasycené vodní páry na teplotě. Obecná rovnice je pojmenována po obou Clausiovou a Clapeyronovou rovnicí. Ta je jedním ze základních vztahů termodynamiky atmosféry

## Připomínka
Je jedním ze 72 významných mužů, jejichž jméno je zapsáno na Eiffelově věži v Paříži.